# Manochlamys
Manochlamys là chi thực vật có hoa trong họ Amaranthaceae.